# 派拉蒙影業
派拉蒙影业公司（英語：Paramount Pictures Corporation），也被简称为“派拉蒙”，是一家位于美国加利福尼亚州好莱坞的电影制片厂。自1994年起，派拉蒙影业公司就是同名母公司派拉蒙全球旗下的子公司。派拉蒙影业公司是全球第五古老以及美国第二古老的电影制片厂，同时它也是“美国五大电影公司”之一。派拉蒙影业公司的总部位于好莱坞的美露斯大街5555号。
1916年，电影制片人阿道夫·祖克尔将与自己签订合同的22名演员化身为“星星”印制在公司的商标上。2014年，派拉蒙影业公司成为好莱坞第一家仅以数字形式发行所有影片的电影公司。
派拉蒙影业公司的著名版权作品包括：偷天换日电影系列、教父系列、星际旅行系列、印第安纳·琼斯系列前四部、碟中谍系列、海绵宝宝系列、比佛利山超级警探系列、蠢蛋搞怪秀系列、壮志凌云系列、科洛弗档案系列、变形金刚电影系列、古墓丽影电影系列前两部、十三号星期五系列、特种部队电影系列、南方公园系列、王牌播音员系列、油脂系列、午夜凶铃系列、反斗智多星系列、白头神探系列、宠物坟场系列、瘪四与大头蛋系列、少棒闯天下系列、小淘气系列、鳄鱼邓迪系列、鬼影实录系列和漫威电影宇宙第一阶段前四部电影。
派拉蒙影业公司是美国电影协会的成员之一。

## 公司投资

### CBS片库
作为维亚康姆集团与CBS公司合并的结果，独立电影公司厂牌“好莱坞经典影业”（Hollywood Classics）代表派拉蒙成为CBS公司旗下各大电影制作公司所生产影片的院线发行公司。
派拉蒙影业透过CBS家庭娱乐拥有CBS片库绝大部分电影的视频公开发行权，除了少数例外，例如《暮光之城》的原始DVD就是交由想象娱乐发行。直到2009年，《窈窕淑女》的视频版权才从原本的院线放行公司华纳兄弟转移到CBS公司，目前已经归属到派拉蒙影业旗下的CBS家庭娱乐公司。
CBS制作或拥有的电影，其电视发行权是交由CBS电视发行公司，而非其他派拉蒙片库影片是交由三连胜娱乐与媒体公司发行。因为，CBS公司或旗下分公司拥有该影片的全部版权。

## 公司机构

### 子公司
- 派拉蒙授权公司
- 派拉蒙家庭传媒发行公司（英语：CBS Television Distribution）
- 快讯传播公司

### 主要部门
- 派拉蒙数字娱乐（英语：Paramount Digital Entertainment）
- 派拉蒙影业国际
- 派拉蒙工作室集团－物理特效及后期制作
  - 派拉蒙影城－制片布景、相关设施及其他
  - 派拉蒙外景片场－派拉蒙位于北美地区的外景拍摄基地，包括：纽约、温哥华及亚特兰大。
  - 世界技术运营－存档、恢复及保存项目；掌控与分销履行服务；批量后期制作与片场管理。
- 派拉蒙电视（英语：Paramount Television）（2013年复活。现名CBS电视制作公司（英语：CBS Television Studios））
- 世界电视发行公司
- 派拉蒙著名制作公司（英语：Paramount Famous Productions）－直供视频电影类制作公司（即专门制作非影院上映而直接供给DVD、VHS或流媒体的电影制片公司）。
- 派拉蒙公园与度假村（Paramount Parks & Resorts）－公园与度假村的主题授权及设计
- 派拉蒙电影集团（Paramount Motion Picture Group）
- 派拉蒙影业（Paramount Pictures）
  - 维亚康姆电视网旗下厂牌
    - MTV电影公司（英语：MTV Films）
    - 尼克电影公司（英语：Nickelodeon Movies）
    - 喜剧中心电影公司（英语：Comedy Central Films）

  - 澎湃电影公司（英语：Insurge Pictures）－小成本电影制片公司（2015年3月－）[7]
  - 派拉蒙动画电影公司（英语：Paramount Animation）（2011年－）[8]
  - 派拉蒙优势电影公司[9]
- 共和国电影公司（英语：Republic Pictures）

### 合资项目
- Epix电视网（英语：Epix）
- 联合国际电影公司

### 曾有资产
- 大手笔娱乐公司（英语：Big Ticket Entertainment）（自2006年开始仅半保留名字，只有在节目《法官朱迪（英语：Judge Judy）》和《热门法庭（英语：Hot Bench）》的制作过程中使用。）
- 斯贝林电视公司（英语：Spelling Television）（自2006年开始仅保留名字）
- 维亚康姆制作公司（英语：Viacom Productions）（2004年被整合进派拉蒙电视公司）
- 威尔希尔法庭制作公司（Wilshire Court Productions）（2003年关闭）
  -     - 1995年整合为维亚康姆事业公司，1999年再度将瑞舍尔娱乐公司（英语：Rysher Entertainment）和国际视线事业公司（英语：Worldvision Enterprises）整合。
    - RTV新闻公司（RTV News, Inc.），《真实电视（英语：Real TV）》与《最大曝光（英语：Maximum Exposure）》的制作公司。

  - 联合派拉蒙电视网－原为与联合电视公司（英语：BHC Communications）的合资，现在是与AT&T集团联合投资的CW电视网的一部分。
  - USA电视网（英语：USA Networks）（现为Syfy电视网的一部分）－1982年起成为派拉蒙旗下全资子公司；1987年至1997年期间，成为派拉蒙与环球影业的合资公司（各占股50%）；后成为环球（NBC环球集团的子公司）的全资子公司。
- 派拉蒙公园（英语：Paramount Parks）（2006年出售给雪松展会娱乐公司（英语：Cedar Fair））
- 梦工厂影业－该公司已从派拉蒙旗下脱离，虽派拉蒙还拥有之前的片库及版权，但主要人员均已离开而另组作为独立公司的梦工厂，之后于2016年被环球影业收购。
  - 梦工厂基金有限责任公司－梦工厂真人电影片库，曾被出售给索罗斯战略合伙公司（Soros Strategic Partners）和沙丘娱乐二世公司（Dune Entertainment II），2010年被回购，2016年又卖给了环球影业。
- 派拉蒙剧院有限公司（Paramount Theatres Limited）－1930年在英国曼彻斯特成立并开设剧院。其部分在英国的剧院在1939年出售给兰克机构（英语：Rank Organisation），并成为欧点影院（英语：Odeon Cinemas）院线的一部分。

### 其他资产
2012年3月，派拉蒙影业集团将其商标与名称授权给一家豪华酒店投资集团，后者将其命名为派拉蒙酒店与度假村公司（Paramount Hotels & Resorts）。投资者计划根据加州及好莱坞生活风情，在全球兴建50余家酒店。这些酒店的特色服务是向入住者提供派拉蒙私人放映室，即在酒店客房内提供派拉蒙片库点播服务。2013年4月，派拉蒙酒店与度假村公司与迪拜达马克地产宣布建造第一个度假村，中譯名稱為派拉蒙达马克塔或派拉蒙大廈（DAMAC Towers by Paramount）。派拉蒙达马克塔是酒店與酒店式公寓為一體的4塔建築體，4座塔樓高度超過250公尺，位於哈里發塔區中心地帶。建築體其中3座塔樓（A、B、D棟）為酒店式公寓；第4座塔樓（C棟）則是進駐中東世界的首家派拉蒙酒店（Paramount Hotel Dubai）。

## 制片交易

### 现存
- 安培林娱乐公司（1985年－）
- 亚壁古道制作公司（英语：Appian Way Productions）（2016年－）[13]
- 坏机器人制片公司（2006年－）[14]
- 克鲁斯与华格纳制片公司（1996年－）[15]
- 迪·博纳拉文图拉电影公司（英语：Di Bonaventura Pictures）（2003年－）[16][17]
- 孩之宝影业（2009年－）
- 颠覆娱乐公司（英语：Mary Parent）（2011年－）[18]
- 虚假帝国制作公司（英语：Fake Empire Productions）（2011年－）[19]
- 加里·桑切斯制作公司（英语：Gary Sanchez Productions）（2006年－）[20]
- 杰瑞·布莱克海默电影公司（1983年－1990年；2014年－）[21][22][23]
- 幻影工作室（1993年；2004年－）
- 蒙特西托电影公司（英语：The Montecito Picture Company）（2005年－）[24][25]
- 白金沙丘（2009年－）[26]
- 天空之舞传媒（2010年－）[20][27][28]

### 曾经
- 核心设计（英语：Core Design）（2001年－2003年）
- 卢卡斯影业（1981年－2008年）
- 梦工厂动画公司（2006年－2012年）
- 漫威影业（2008年－2011年）[21][29]
- B计划娱乐（2005年－2013年）[30][31]
- 望远镜娱乐公司（英语：Spyglass Entertainment）（2008年－2013年）[28][32][33]

## 公司商标

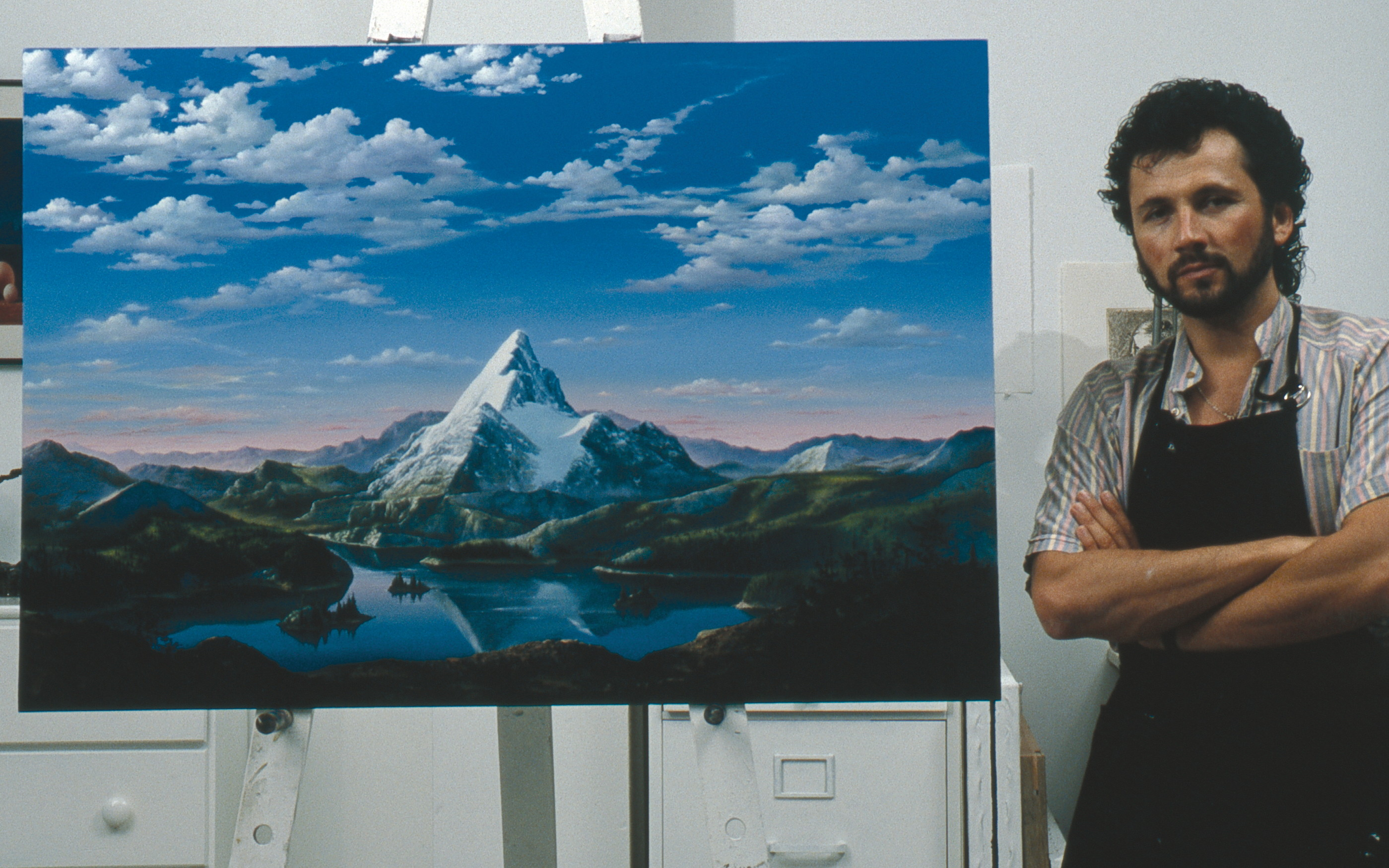
艺术家达里奥·坎帕尼莱（Dario Campanile）向公众展示了派拉蒙影业于1987年委托他所绘制的75周年纪念版作品。随后，派拉蒙基于这幅作品创作了公司的新版商标。1986年电影《金童子》首次引入了该原型标志；1987年电影《医院有难》则是第一次使用了该款商标的最终版。1990年代电影《南方公园完整未删节剧场版》是第一个使用该款标志增强版的电影；而最后一个使用该款标志增强版的电影则是2002年的《穿越乡间路》。

为庆祝公司成立九十周年，派拉蒙影业采用了本款商标。直至2012年，它还会与目前所使用的标志一起被采用。这张图片展示了2010年所修改的公司徽标，同时加入了2006年所采用的维亚康姆署名。第一部采用这个标志的电影是《钢铁侠2》。

独特的金字塔状派拉蒙山峰一直是派拉蒙影业公司的标志特点，这也是目前现存仍在使用的最古老的好莱坞电影公司标志。在有声片时代，这个标志伴随着1930年发行的电影《派拉蒙巡礼》而有了“荣耀派拉蒙”的称呼。这部电影中有这样一段唱词“骄傲的人们从不喧哗，这就是荣耀派拉蒙！”（Proud of the crowd that will never be loud, it's Paramount on Parade.）
传说，派拉蒙山峰是威廉·沃兹沃斯·霍奇金森与阿道夫·祖克尔在一次会面中随笔涂鸦出来的。而这座山峰的原型基于霍奇金森在犹他州的童年记忆。有人声称，犹他州的本洛蒙德山就是霍奇金森所绘制的山，而位于秘鲁的阿特斯劳拉山则是电影中开场画面的那座山。而另一些人声称，派拉蒙的标志是受到了意大利维佐峰的启发。而派拉蒙标志的另一些版本中的派拉蒙山峰则有点类似瓦萨奇山脉中的菲弗霍恩峰相似。
派拉蒙影业的标志历经多年也有诸多变化：
- 标志起初的时候是由一座由炭笔画绘制的山峰与环绕山峰的星星叠加而成。星星共计有24颗，这是为了纪念当时与派拉蒙签署合约的24位艺人和重要职员，到1953年時星星的數量減至22颗。
- 1951年，初版的标志由杨·多梅拉（英语：Jan Domela）重新创作成亚光画。

## 片场旅游
对于那些想参观派拉蒙影业的民众而言，他们可以参加片场旅游，这个行程是一周七天都提供的。但是这个行程需要预定，而预定的地方则是通过他们的官方网站。
这个旅游计划的每日行程是不同的，因为部分片场设施可能正在被使用。同时，片场的部分地区是允许拍照的；如果不能拍照，导游一般会提前告知。禁止拍照的原因大多是因为这个区域或制作室是某部正在拍摄电影的“场景”，基于版权法的限制是不可以被拍照的。在常规的旅游项目也包含了近距离观看拍片现场的幕后工作。旅程中的大部分建筑都是以派拉蒙影业高层或服务多年的明星名字所命名，许多明星的更衣间如今已经成为办公室。而某些经典电影的场景，例如：《霸王妖姬》、《红楼金粉》、《银色圣诞》、《后窗》、《龙凤配》、《蒂凡尼的早餐》等，今天仍在使用。外景地“纽约街区”拥有许多纽约市的著名地标建筑：华盛顿广场公园（奥丽维亚·德哈维兰所主演的《千金小姐》就在这里取景）、布鲁克林、金融区及其他。
在高尔夫车的带领下，整个行程一般需要两个小时。建议是周末的时候预约行程，因为周末不会有电影拍摄，所以可用游览更多的地方。而旅游中也包含VIP项目，你可以前往普通行程没有涵盖的地方，还可以在片场餐厅用餐。VIP行程需要五到六个小时，而且只在工作日提供。

## 公司片库
在1948年合众国诉派拉蒙影业公司案做出裁决的几年后，美国音乐公司计划以5000万美元的报价向派拉蒙求购其在1949年12月1日前发行的750部有声电影的部分年限播映权。派拉蒙影业认为这是个可以讨价还价的机会，因为他们认为这个刚刚成立的电影公司看不到这些老影片的价值。为了解决可能的反垄断问题，美国音乐公司成立了EMKA公司用于收购派拉蒙的片库并将其授权给电视网公开放映。目前，EMKA与环球影业片库拥有派拉蒙马克思兄弟所演出的电影、宾·克罗斯比与鲍勃·霍普联袂演出的进军系列影片及其他经典电影的版权，例如：《天堂里的烦恼》、《上海快车》、《侬本多情》、《苏利文游记》、《棕榈滩的故事》、《战地钟声》、《双重赔偿》、《醉乡遗恨》、《千金小姐》等。

### 高票房影片
| 排名 | 电影名                  | 上映年份 | 票房（美元） |
| ---- | ----------------------- | -------- | ------------ |
| 1    | 泰坦尼克号 ‡ 1          | 1997     | 658,672,302  |
| 2    | 壯志凌雲：獨行俠 †      | 2022     | 601,921,383  |
| 3    | 变形金刚2               | 2009     | 402,111,870  |
| 4    | 变形金刚3               | 2011     | 352,390,543  |
| 5    | 阿甘正传 ‡              | 1994     | 330,252,182  |
| 6    | 怪物史莱克3 2           | 2007     | 322,719,944  |
| 7    | 变形金刚                | 2007     | 319,246,193  |
| 8    | 钢铁侠 3                | 2008     | 318,412,101  |
| 9    | 夺宝奇兵4：水晶头骨王国 | 2008     | 317,101,119  |
| 10   | 钢铁侠2 3               | 2010     | 312,433,331  |
| 11   | 星际迷航                | 2009     | 257,730,019  |
| 12   | 夺宝奇兵 ‡              | 1981     | 248,159,971  |
| 13   | 变形金刚4：绝迹重生     | 2014     | 245,439,076  |
| 14   | 怪物史莱克4 2           | 2010     | 238,736,787  |
| 15   | 比佛利山警探            | 1984     | 234,760,478  |
| 16   | 世界大战                | 2005     | 234,280,354  |
| 17   | 星际迷航：暗黑无界      | 2013     | 228,778,661  |
| 18   | 職業特工隊：叛逆之謎    | 2018     | 220,159,104  |
| 19   | 人鬼情未了              | 1990     | 217,631,306  |
| 20   | 驯龙高手 2              | 2010     | 217,581,231  |
| 21   | 马达加斯加3 2           | 2012     | 216,391,482  |
| 22   | 功夫熊猫 2              | 2008     | 215,434,591  |
| 23   | 碟中谍2                 | 2000     | 215,409,889  |
| 24   | 碟中谍4                 | 2011     | 209,397,903  |
| 25   | 僵尸世界大战            | 2013     | 202,359,711  |

| 排名 | 电影名                  | 上映年份 | 票房（美元）  |
| ---- | ----------------------- | -------- | ------------- |
| 1    | 泰坦尼克号 ‡ 1          | 1997     | 2,186,772,302 |
| 2    | 壯志凌雲：獨行俠 †      | 2022     | 1,480,821,383 |
| 3    | 变形金刚3               | 2011     | 1,123,794,079 |
| 4    | 变形金刚4：绝迹重生     | 2014     | 1,104,054,072 |
| 5    | 变形金刚2               | 2009     | 836,303,693   |
| 6    | 怪物史莱克3 2           | 2007     | 798,958,162   |
| 7    | 職業特工隊：叛逆之謎    | 2018     | 791,017,452   |
| 8    | 夺宝奇兵4：水晶头骨王国 | 2008     | 786,636,033   |
| 9    | 怪物史莱克4 2           | 2010     | 752,600,867   |
| 10   | 马达加斯加3 2           | 2012     | 746,921,274   |
| 11   | 变形金刚                | 2007     | 709,709,780   |
| 12   | 星际穿越                | 2014     | 701,729,206   |
| 13   | 碟中谍4                 | 2011     | 694,713,380   |
| 14   | 碟中谍5：神秘国度       | 2015     | 682,330,139   |
| 15   | 阿甘正传 ‡              | 1994     | 677,945,399   |
| 16   | 功夫熊猫2 2             | 2011     | 665,692,281   |
| 17   | 功夫熊猫                | 2009     | 631,744,560   |
| 18   | 钢铁侠2 3               | 2010     | 623,933,331   |
| 19   | 變形金剛：終極戰士      | 2017     | 605,425,157   |
| 20   | 马达加斯加2 2           | 2008     | 603,900,354   |
| 21   | 世界大战                | 2005     | 591,745,540   |
| 22   | 钢铁侠 3                | 2008     | 585,174,222   |
| 23   | 穿靴子的猫 2            | 2011     | 554,987,477   |
| 24   | 碟中谍2                 | 2000     | 546,388,105   |
| 25   | 僵尸世界大战            | 2013     | 540,007,876   |

‡－包括再次上映的票房收入。

### 脚注
1. ^  仅限北美地区发行。海外发行交由20世纪福斯。
2. ^  2014年7月，电影的发行权由梦工厂动画自派拉蒙手中购买，并转交给20世纪福斯，随后于2018年转交给环球影业。[39]
3. ^  2013年7月，电影的发行权派拉蒙转移给华特迪士尼影业。[40][41][42]

### 出典
1. 1 2  . 维亚康姆集团.   [2019-02-24]. （原始内容存档于2021-11-15）.
2. ↑  Richard Abel. . University of California Press. 1998: 10  [2019-02-24]. ISBN 9780520912915. （原始内容存档于2021-01-23）.
3. ↑  . 派拉蒙影业公司.   [2019-02-24]. （原始内容存档于2021-03-10）.
4. ↑  OCGIRL. . ocgirl.net.   [2019-02-24]. （原始内容存档于2021-01-28）.
5. ↑  Jon Fingas. . engadget.   [2019-02-24]. （原始内容存档于2019-07-09）.
6. ↑  . 美国电影协会.   [2019-02-24]. （原始内容存档于2021-03-08）.
7. ↑  . Inside the Studio >At the Studio >Executives >Executives. Paramount Picture Corporation.   [2013-02-07]. （原始内容存档于2013年2月8日）.
8. ↑  . 臻品地產. （原始内容存档于2020-10-22）.
9. ↑  Fattah, Zainab. . Bloomberg. 2012-05-14  [2017-04-22]. （原始内容存档于2014-12-09）.
10. ↑  . CNN.   [2017-04-22]. （原始内容存档于2013-04-04）.
11. ↑  .   [2017-04-21]. （原始内容存档于2021-02-11）.
12. ↑  .   [2017-04-21]. （原始内容存档于2020-11-12）.
13. ↑  .   [2017-04-21]. （原始内容存档于2020-12-05）.
14. ↑  Miller, Daniel; Masters, Kim. . hollywoodreporter.com. 2011-11-05  [2015-09-05]. （原始内容存档于2018-07-10）.
15. ↑  L. Weinstein, Joshua. . variety.com. 2010-10-11  [2015-09-05]. （原始内容存档于2020-08-26）.
16. ↑  Fleming, Jr., Mike. . Deadline.com.   [2013-07-26]. （原始内容存档于2014-05-20）.
17. ↑  Mike Fleming. . Deadline.com. 2010-04-27  [2011-06-11]. （原始内容存档于2014-05-20）.
18. 1 2  Fernandez, Jay A.; Borys Kit; Pamela McClintock. . The Hollywood Reporter. 2011-10-27: 1  [2012-07-16]. （原始内容存档于2021-01-18）.
19. 1 2  Miller, Daniel. . Los Angeles Times. 2013-12-07  [2013-12-09]. （原始内容存档于2013-12-22）.
20. ↑  .   [2017-04-21]. （原始内容存档于2020-11-12）.
21. ↑  .   [2017-04-21]. （原始内容存档于2020-08-09）.
22. ↑  .   [2017-04-21]. （原始内容存档于2020-10-21）.
23. ↑  .   [2017-04-21]. （原始内容存档于2020-06-29）.
24. ↑  .   [2017-04-21]. （原始内容存档于2014-08-05）.
25. ↑  .   [2017-04-21]. （原始内容存档于2017-06-12）.
26. 1 2  .   [2017-04-21]. （原始内容存档于2020-08-26）.
27. ↑  Masters, Kim. . The Hollywood Reporter. 2010-10-18  [2010-10-18]. （原始内容存档于2014-01-03）.
28. ↑  .   [2017-04-21]. （原始内容存档于2015-07-26）.
29. ↑  .   [2017-04-21]. （原始内容存档于2021-04-20）.
30. ↑  .   [2017-04-21]. （原始内容存档于2020-08-26）.
31. ↑  .   [2017-04-21]. （原始内容存档于2017-09-11）.
32. ↑  两者的英文原名均是。
33. ↑  . SummitPost.   [2010-01-07]. （原始内容存档于2009-01-07）.
34. ↑  . Summit Post.   [2010-10-20]. （原始内容存档于2021-03-09）.
35. ↑  . Paramountstudiotour.com.   [2015-06-17]. （原始内容存档于2015-06-30）.
36. ↑  . Box Office Mojo.   [2016-07-08]. （原始内容存档于2019-09-15）.
37. ↑  Chney, Alexandra. . Variety. 2014-07-29  [2014-07-30]. （原始内容存档于2021-04-11）.
38. ↑  Tadena, Nathalie. . The Wall Street Journal.   [2013-07-02]. （原始内容存档于2013-09-26）.
39. ↑  Finke, Nikki. . Deadline Hollywood. 2013-07-02  [2013-07-02]. （原始内容存档于2016-04-05）.
40. ↑  Palmeri, Christopher. . Bloomberg. 2013-07-02  [2013-07-02]. （原始内容存档于2014-04-21）.

### 文献
- A. Scott Berg. Goldwyn. New York: Alfred A. Knopf, 1989.
- Cecil B. DeMille Autobiography. Englewood Cliffs, NJ: Prentice-Hall, 1959.
- Bernard F. Dick Engulfed: the death of Paramount Pictures and the birth of corporate Hollywood. Lexington, Kentucky: University of Press Kentucky Scholarly, 2001.
- John Douglas Eames, with additional text by Robert Abele. The Paramount Story: The Complete History of the Studio and Its Films. New York: Simon & Schuster, 2002.
- Robert Evans. The Kid Stays in the Picture. New York: Hyperion Press, 1994.
- Neal Gabler. An Empire of Their Own: How the Jews Invented Hollywood. New York: Crown Publishers, 1988.
- Jesse L.Lasky with Don Weldon, I Blow My Own Horn. Garden City NY: Doubleday, 1957.
- Ethan Mordden. The Hollywood Studios. New York: Alfred A. Knopf, 1988.
- Thomas Schatz. The Genius of the System. New York: Pantheon, 1988.
- Robert Sklar. Movie-Made America. New York: Vintage, 1989.
- Adolph Zukor with Dale Kramer. The Public Is Never Wrong: The Autobiography of Adolph Zukor. New York: G.P. Putnam's Sons, 1953.